# James Woodson Bates

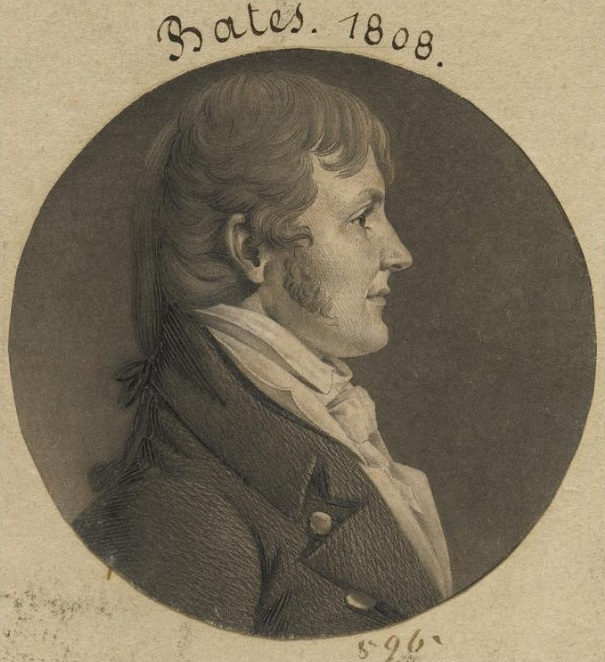
James Woodson Bates

James Woodson Bates (* 25. August 1788 im Goochland County, Virginia; † 26. Dezember 1846 in Van Buren, Arkansas) war ein US-amerikanischer Politiker. Zwischen 1819 und 1823 vertrat er das Arkansas-Territorium als Delegierter im US-Repräsentantenhaus.

## Werdegang
James Bates war der ältere Bruder von Edward Bates, der zwischen 1827 und 1829 für den Staat Missouri im US-Repräsentantenhaus saß und von 1861 bis 1864 im Kabinett von Präsident Abraham Lincoln Justizminister der Vereinigten Staaten war. Sein älterer Bruder Frederick war Territorialgouverneur und später Gouverneur von Missouri. James Bates absolvierte das Yale College und im Jahr 1807 das Princeton College. Nach einem anschließenden Jurastudium und seiner Zulassung als Rechtsanwalt begann er in Virginia in seinem neuen Beruf zu arbeiten. Im Jahr 1816 zog er nach St. Louis in Missouri und 1819 in das Gebiet, aus dem in diesem Jahr das Arkansas-Territorium entstand.
Bates gehörte keiner Partei an, war aber dennoch politisch aktiv. Nach der Gründung des Arkansas-Territoriums wurde er 1819 zum ersten Kongressdelegierten dieses Gebiets im US-Kongress gewählt. Nach einer Wiederwahl im Jahr 1820 konnte er sein Mandat zwischen dem 21. Dezember 1819 und dem 3. März 1823 ausüben. Wie alle Delegierten hatte er dort aber kein Stimmrecht, weil ein Territorium nicht den gleichen Status wie ein Bundesstaat hatte. Im Jahr 1822 bewarb sich Bates erfolglos um eine Wiederwahl.
Nach dem Ende seiner Zeit im Kongress arbeitete Bates in dem nach ihm benannten Ort Batesville in Arkansas als Anwalt. Zwischen 1824 und 1828 war er Richter im vierten Gerichtsbezirk des Territoriums, von 1828 bis 1832 übte er dieselbe Tätigkeit am Obergericht des Territoriums aus. Im Jahr 1835 war er Delegierter auf der verfassungsgebenden Versammlung von Arkansas. 1836 wurde Bates Richter am Nachlassgericht im Crawford County. Zwischen 1841 und 1845 war er Grundbuchbeamter in Clarksville. James Bates starb im Dezember 1846 in Van Buren. Er war mit Elizabeth Moore verheiratet.